# Arabiska klubbmästerskapen (volleyboll, damer)
Arabiska klubbmästerskapen är en årlig (men oregelbundet hållen) tävling för damklubblag i volleyboll i arabvärlden. Den hölls för första gången 1998. 
| År   | Värd     | Mästare    | Finalresultat | Två                    | Trea                   |
| ---- | -------- | ---------- | ------------- | ---------------------- | ---------------------- |
| 1998 | Tunis    | Al Ahly SC | 3–2           | Université de l'Ariana | CS Hilalien            |
| 1999 | Kairo    | Al Ahly SC | 3–0           | CS Sfaxien             | Université de l'Ariana |
| 2000 | Sfax     | Al Ahly SC | 3–0           | MC Alger               | CS Sfaxien             |
| 2005 | Damaskus | Al Ahly SC | 3–0           | GS Chlef               | Shabab Jordan          |
| 2007 | Damaskus | Al Ahly SC | 3–0           | NC de Béjaïa           | N/A                    |
| 2009 | Kairo    | Al Ahly SC | 3–1           | Al Shams               | Al Shorta              |
| 2016 | Kairo    | Al Ahly SC | 3–0           | GSP Alger              | De La Salle VC         |
| 2017 | Kairo    | Al Ahly SC | 3–0           | CS Sfaxien             | GSP Alger              |
| 2019 | Kairo    | CS Sfaxien | 3–0           | Al Ahly SC             | Alexandria SC          |
| 2020 | Sharja   | GSP Alger  | 3–0           | Alexandria SC          | CS Sfaxien             |